# 1. FC Schöneberg
Der 1. FC Schöneberg 1913 ist ein deutscher Fußballclub aus Berlin-Schöneberg. Er entstand 1991 aus einer Fusion der Vereine VfL Schöneberg 1930 und SpVgg Schöneberg 1913. Heimstätte des Clubs ist die Sportanlage am Vorarlberger Damm, die 2500 Zuschauern Platz bietet.

## VfL Schöneberg
Der VfL Schöneberg entstand im Jahr 1930 aus einer Fusion der Vereine Fichte 1919 Charlottenburg, TSV Schöneberg sowie FT Schöneberg und agierte bis zur 1933 erfolgten Auflösung unter der Bezeichnung Jugend-,Gymnastik und Wanderbewegung 1930 Schöneberg. Ab 1934 trat der auf dem Sportplatz Monumentenstraße (heute BSC Kickers 1900) spielende Verein als VfL Schöneberg auf, blieb sportlich aber bis 1945 in Berlin unbedeutend.
1945 wurde der Verein aufgelöst und als SG Schöneberg-Süd neu gegründet. Schöneberg-Süd spielte nach Kriegsende in der Landesliga Berlin, der Sprung in die Berliner Stadtliga wurde verpasst. Die sportlich erfolgreichsten Zeiten des ab 1949 wieder als VfL Schöneberg spielenden Vereins waren die 1950er und 1960er Jahre, in denen die Berliner insgesamt sechs Spielzeiten in der Amateurliga Berlin spielten. Die Saison 1968/69 sollte die letzte Saison des VfL im höherklassigen West-Berliner Lokalfußball sein, in welcher Schöneberg gemeinsam mit dem VfB Hermsdorf und dem SC Gatow abstieg.

## 1. FC Schöneberg
1991 fusionierte der dann ausnahmslos unterklassig spielende VfL Schöneberg mit der Spielvereinigung Schöneberg 1913 zum 1. FC Schöneberg 1913. Der Club agierte seit dem Zusammenschluss zunächst im Kreisligabereich, nach zwei Aufstiegen spielte man seit 2014 in der Landesliga. Als Drittplatzierter der Saison 2016/17 gelang dem 1. FC Schöneberg der Aufstieg in die Berlin-Liga, aus der man umgehend ein Jahr später wieder abstieg. In der ewigen Tabelle der Berlin-Liga belegt der 1. FC Schöneberg den letzten Platz.

## Statistik
- Teilnahme Amateurliga Berlin: 1950/51, 1951/52, 1955/56, 1966/67 bis 1968/69
- Aufstieg in die Kreisliga A Berlin: 2010/11
- Aufstieg in die Bezirksliga Berlin: 2011/12
- Aufstieg in die Landesliga Berlin: 2014/15
- Aufstieg in die Berlin-Liga: 2016/17
- Ewige Tabelle der Berlin-Liga: 77. Platz

| Saison  | Spielklasse | Liga                    | Position | Spiele | S  | U  | N  | Tore    | Differenz | Punkte    | Pokal (Berlin)                                      | Bemerkungen |
| ------- | ----------- | ----------------------- | -------- | ------ | -- | -- | -- | ------- | --------- | --------- | --------------------------------------------------- | --- |
| 1991/92 | VI          | Kreisliga A – Staffel 1 | 07/16    | 30     | 13 | 06 | 11 | 056:51  | 0+5       | 32:28     | 1. Runde (3:4 n. E. gegen Hilalspor Berlin)         | erste Saison nach der Vereinsfusion                                                                                |
| 1992/93 | VII         | Kreisliga A – Staffel 3 | 03/16    | 30     | 19 | 06 | 05 | 072:27  | 0+45      | 44:16     | 1. Runde (0:4 gegen Post SV Berlin)                 | Aufstieg / Liga-System Umstrukturierung                                                                            |
| 1993/94 | VI          | Bezirksliga – Staffel 1 | 04/15    | 28     | 14 | 08 | 06 | 046:36  | 0+10      | 36:20     | 1. Runde (0:2 gegen FC Jugoslawia)                  | |
| 1994/95 | VII         | Bezirksliga – Staffel 2 | 04/16    | 30     | 14 | 06 | 10 | 056:48  | 0+8       | 34:26     | …                                                   | Liga-System Umstrukturierung                                                                                       |
| 1995/96 | VII         | Bezirksliga – Staffel 1 | 13/16    | 30     | 09 | 07 | 14 | 043:57  | 0−14      | 34        | …                                                   | Abstieg |
| 1996/97 | VIII        | Kreisliga A – Staffel 1 | 09/16    | 30     | 10 | 09 | 11 | 057:59  | 0−2       | 39        | …                                                   | |
| 1997/98 | VIII        | Kreisliga A – Staffel 3 | 03/16    | 30     | 18 | 09 | 03 | 073:34  | 0+39      | 63        | …                                                   | Aufstieg |
| 1998/99 | VII         | Bezirksliga – Staffel 2 | 04/16    | 30     | 18 | 04 | 08 | 063:52  | 0+9       | 58        | …                                                   | |
| 1999/00 | VII         | Bezirksliga – Staffel 1 | 04/17    | 32     | 18 | 04 | 10 | 064:45  | 0+19      | 58        | Qualifikation (0:2 gegen NSC Marathon 02)           | |
| 2000/01 | VII         | Bezirksliga – Staffel 3 | 06/16    | 30     | 14 | 07 | 09 | 073:44  | 0+29      | 49        | …                                                   | |
| 2001/02 | VII         | Bezirksliga – Staffel 3 | 16/16    | 30     | 05 | 03 | 22 | 038:84  | 0−46      | 18        | …                                                   | Abstieg |
| 2002/03 | VIII        | Kreisliga A – Staffel 1 | 13/16    | 30     | 08 | 08 | 14 | 055:80  | 0−25      | 32        | …                                                   | |
| 2003/04 | VIII        | Kreisliga A – Staffel 2 | 14/16    | 30     | 07 | 05 | 18 | 055:99  | 0−44      | 26        | …                                                   | Abstieg |
| 2004/05 | IX          | Kreisliga B – Staffel 1 | 01/16    | 30     | 21 | 03 | 06 | 066:42  | 0+24      | 66        | …                                                   | Aufstieg |
| 2005/06 | VIII        | Kreisliga A – Staffel 1 | 04/16    | 30     | 17 | 04 | 09 | 096:64  | 0+32      | 55        | …                                                   | |
| 2006/07 | VIII        | Kreisliga A – Staffel 1 | 06/16    | 30     | 15 | 05 | 10 | 079:69  | 0+10      | 50        | …                                                   | |
| 2007/08 | VIII        | Kreisliga A – Staffel 3 | 12/15    | 28     | 08 | 05 | 15 | 058:85  | 0−27      | 29        | Qualifikation (2:4 gegen FV Wannsee)                | |
| 2008/09 | IX          | Kreisliga A – Staffel 3 | 14/16    | 30     | 08 | 05 | 17 | 076:103 | 0−27      | 29        | Qualifikation (0:13 gegen FC Stern Marienfelde)     | Abstieg / Liga-System Umstrukturierung                                                                             |
| 2009/10 | X           | Kreisliga B – Staffel 3 | 11/15    | 28     | 08 | 03 | 17 | 083:91  | 0−8       | 27        | 1. Runde (1:4 gegen Grün-Weiß Neukölln)             | |
| 2010/11 | X           | Kreisliga B – Staffel 5 | 02/16    | 30     | 21 | 02 | 07 | 120:53  | 0+67      | 65        | 3. Runde (0:3 gegen Türkiyemspor Berlin)            | Aufstieg |
| 2011/12 | IX          | Kreisliga A – Staffel 3 | 01/16    | 30     | 22 | 05 | 03 | 116:41  | 0+75      | 71        | 2. Runde (0:8 gegen FC Spandau 06)                  | Aufstieg |
| 2012/13 | VIII        | Bezirksliga – Staffel 3 | 04/16    | 30     | 15 | 06 | 09 | 087:70  | 0+17      | 51        | 2. Runde (4:5 gegen Spandauer SV)                   | |
| 2013/14 | VIII        | Bezirksliga – Staffel 1 | 04/16    | 30     | 19 | 03 | 08 | 108:66  | 0+42      | 60        | 3. Runde (1:4 gegen Berliner AK 07)                 | |
| 2014/15 | VIII        | Bezirksliga – Staffel 2 | 01/16    | 30     | 23 | 02 | 05 | 167:42  | +125      | 71        | Achtelfinale (1:2 gegen SV Tasmania Berlin)         | Aufstieg |
| 2015/16 | VII         | Landesliga – Staffel 2  | 04/16    | 30     | 17 | 08 | 05 | 075:48  | 0+27      | 59        | 1. Runde (1:4 gegen BFC Preussen)                   | |
| 2016/17 | VII         | Landesliga – Staffel 1  | 03/16    | 30     | 15 | 08 | 07 | 059:53  | 0+6       | 53        | Achtelfinale (2:3 n. V. gegen SD Croatia)           | Aufstieg |
| 2017/18 | VI          | Berlin-Liga             | 18/18    | 34     | 01 | 03 | 30 | 35:161  | −126      | 06        | 3. Runde (0:3 gegen Eintracht Mahlsdorf)            | Abstieg |
| 2018/19 | VII         | Landesliga – Staffel 1  | 13/16    | 30     | 09 | 02 | 19 | 049:97  | 0−48      | 29        | 1. Runde (0:3 gegen Wartenberger SV)                | |
| 2019/20 | VII         | Landesliga – Staffel 1  | 06/16    | 20     | 11 | 0  | 09 | 043:30  | 0+13      | 33 (1,65) | 1. Runde (1:4 gegen 1. FC Novi Pazar)               | Saison aufgrund der COVID-19-Pandemie vorzeitig abgebrochen; Platzierungen anhand der Quotientenregelung ermittelt |
| 2020/21 | VII         | Landesliga – Staffel 2  | 10/18    | 05     | 02 | 0  | 03 | 06:13   | 0-7       | 06        | 1. Runde (2:5 gegen Friedenauer TSC)                | Saison aufgrund der COVID-19-Pandemie vorzeitig abgebrochen                                                        |
| 2021/22 | VII         | Landesliga – Staffel 2  | 14/18    | 34     | 13 | 05 | 16 | 058:73  | 0-15      | 44        | 3. Runde (0:3 gegen SFC Stern 1900)                 | Abstieg |
| 2022/23 | VIII        | Bezirksliga – Staffel 2 | 10/16    | 30     | 11 | 07 | 12 | 061:64  | 0−3       | 40        | 1. Runde (5:7 n. E. gegen SC Union 06)              | |
| 2023/24 | VIII        | Bezirksliga – Staffel 1 | 03/16    | 30     | 16 | 05 | 09 | 093:67  | 0+26      | 53        | 1. Runde (1:3 gegen Polar Pinguin)                  | |
| 2024/25 | VIII        | Bezirksliga – Staffel 3 | 01/16    | 30     | 19 | 06 | 05 | 091:44  | 0+47      | 63        | 2. Runde (1:2 gegen Türkiyemspor Berlin)            | Aufstieg |
| 2025/26 | VII         | Landesliga – Staffel 1  |          |        |    |    |    |         |           |           | 1. Runde (3:7 n. V. gegen FC Internationale Berlin) | |

## Personen
- Christoph Dabrowski
- Michél Mazingu-Dinzey
- Pierre Littbarski
- Muhammed Damar